# Astrebla squarrosa
Astrebla squarrosa är en gräsart som beskrevs av Charles Edward Hubbard. Astrebla squarrosa ingår i släktet Astrebla och familjen gräs. Inga underarter finns listade i Catalogue of Life.